# Mandaneta sudana
Mandaneta sudana is een spinnensoort uit de familie van de loopspinnen (Corinnidae).
De wetenschappelijke naam van de soort werd in 1880 als Mandane sudana gepubliceerd door Ferdinand Karsch.

## Synoniemen
- Medmassa laurenti Lessert, 1946